# Висан, Таня
Таня Висан (фр. Tania Vicent; род. 13 января 1976 года, в Лавале, провинция Квебек, Канада) — канадская шорт-трекистка, бронзовый призёр Олимпийских игр 1998 и 2002 годов, серебряный призёр Олимпийских игр 2006 и 2010 годов, двукратная чемпионка мира, многократная призёр чемпионатов мира.

## Спортивная карьера
Таня Висан родилась в городе Лаваль, где и начала заниматься конькобежным спортом в возрасте 10 лет. Её первые успехи на мировом уровне пришли в 1995 году, когда она заменила в команде, ушедшую из спорта год назад Натали Ламбер и на чемпионате мира в Шампане завоевала бронзу в эстафете и ещё одну бронзовую медаль на командном чемпионате мира в Зутермере. Висент была основной в эстафете канадской сборной на протяжении 16 лет.
В 1996 году канадская команда не показала высоких результатов, показав только пятое место на мире. После возвращения Натали Ламбер Висент на 2 года не входила в состав сборной, но в 1998 году попала на Олимпийские игры в Нагано, где участвовала на 500 м и 1000 м и заняла соответственно 29 и 23 места, а в эстафете добралась до бронзы в составе которой участвовали Энни Перро, Изабель Шаре и Кристин Будриас и через месяц стала третьей на чемпионате мира среди команд в Бормио, а в 1999 году Висент выиграла серебро на командном чемпионате мира в Сент-Луисе.
С 2001 по 2010 год она выиграла на командном чемпионате мира пять бронзовых и одну серебряную медали. В 2000 году на чемпионате мира в Шеффилде и в 2002 году в Монреале выиграла бронзу в эстафете в составе Энни Перро, Мари-Эв Дроле, Амели Гуле-Надон и Аланны Краус. В феврале 2002 года на Олимпийских играх в Солт-Лейк-Сити выступала только в эстафете и вновь выиграла бронзовую медаль. В 2003 году она впервые выиграла в эстафете на этапах Кубка мира, и на чемпионате мира в Варшаве взяла эстафетное серебро.
В 2005 году Висан вначале марта после бронзы командного чемпионата участвовала на чемпионате мира в Пекине и выиграла свою первую и единственную золотую медаль в эстафете вместе с Шанталь Севиньи, Калиной Роберж, Амандой Оверленд и Аланной Краус. На очередной зимней Олимпиаде в Турине она выступала на одной дистанции 1000 м и смогла пробиться в полуфинал, где заняла 3-е место и не попала в финал А, но в финале В выиграла заезд и казалось пятое место за ней, однако в финале А южнокорейскую спортсменку Чхве Ын Гён дисквалифицировали, тем самым Висент смогла занять 4-е место, что стало её лучшим индивидуальным результатом за время всех Олимпиад. А в финале эстафеты она вместе в командой выиграли серебро.
В предолимпийском цикле с 2006 по 2010 год Висан стала трижды серебряным призёром в эстафете на чемпионате мира в Миннеаполисе, Канныне 2008 и Софии 2010 годах, она стала самой старой шорт-трекисткой Канады, завоевавшей серебро в возрасте 34 лет. И на своих последних Олимпийских играх в Ванкувере вновь выиграла серебряную медаль в эстафете в составе серебряных призёров последнего ЧМ Марианны Сен-Желе, Калины Роберж, Джессики Грегг и Валери Мальте. В том же году она завершила длинную и великолепную карьеру. За время выступлении на Кубке мира с 1999 по 2010 года она выиграла 2 золотых, 7 серебряных и 15 бронзовых наград.

## Карьера после спорта
С 2011 по 2016 годы работала в Олимпийском комитете Канады менеджером программ по обслуживанию и подготовке спортсменов, с 2016 года и по настоящее время менеджером по Олимпийским выступлениям.

## Участие в Олимпийских играх
| Год  | Место проведения | 500 м | 1000 м | 1500 м | Эст 3000 м |
| ---- | ---------------- | ----- | ------ | ------ | ---------- |
| 1998 | Нагано           | 29    | 23     | -      | 3          |
| 2002 | Солт-Лейк Сити   | -     | -      | -      | 3          |
| 2006 | Турин            | -     | 4      | -      | 2          |
| 2010 | Ванкувер         | -     | 17     | 8      | 2          |

## Внешние ссылки
- на сайте ISU
- Олимпийские результаты на olympedia.org
- Данные на olympics.com
- Результаты с 1995—2010 года на the-sports.org
- сайт Олимпийской сборной Канады
- Профиль на facebook.com
- Досье на eurosport.com
- Биографические данные на shorttrackonline.info